# شوغیک صافیان
شوغیک سرگئی صافیان (ارمنی: Շողիկ Սերգեյի Սաֆյան؛ انگلیسی: Šoġik Safyan زادهٔ ۲۳ اوت ۱۹۱۶ - درگذشته ۴ اوت ۱۹۹۵)، شاعر نویسنده اهل ارمنستان بود.

## زندگی‌نامه
وی در ۲۳ اوت ۱۹۱۶ در خندزورسک به دنیا آمد و از دانشگاه تربیت مدرس جمهوری آذربایجان فارغ‌التحصیل گشت.  وی در ۴ اوت ۱۹۹۵ در سن ۷۸ سالگی در ایروان درگذشت.